# Grete Bösel
Grete Bösel, född 9 maj 1908 i Elberfeld, död 2 maj 1947 i Hameln, var Aufseherin (vakt) i koncentrationslägret Ravensbrück.

## Biografi
Bösel var utbildad sjuksköterska och skickades 1944 av sin arbetsgivare i Hannover till Ravensbrück för träning till uppsyningskvinna. Mellan september och december 1944 eller januari 1945 innehade hon denna uppgift, men blev längre fram under en period oförmögen att arbeta på grund av tyfus.
Till Bösels uppgifter hörde att sammanställa arbetsgrupper, och hon skall härvid ha misshandlat kvinnor. Hon tillskrivs följande citat: "Låt dem [fångarna] stryka med då, om de inte kan arbeta".
Hon ställdes inför rätta i den första av Ravensbrückrättegångarna tillsammans med andra kvinnliga vakter, bland andra Dorothea Binz. Rättegången pågick mellan december 1946 och februari 1947 i Hamburg i Tyskland. Bösels advokat framhöll att hans klient varit tvångskommenderad till lägret och endast deltog i ett urval av arbetsuppgifter under en kortare tid på tre månader, men domstolen fann henne skyldig till omänsklig behandling, mord och att ha deltagit i "selektionerna" och dömde henne till döden.
Bösel avrättades den 2 maj 1947 klockan 9.55 genom hängning av bödeln Albert Pierrepoint i Hamelns fängelse.